# Jogyesa
Jogyesa (曹溪寺 Tào Khê tự) là ngôi chùa chính của Tông phái Tào Khê của Phật giáo Triều Tiên được xây dựng năm 1936. Vì vậy nó đóng một vai trò chủ đạo trong tình trạng hiện tại của Phật giáo tại Hàn Quốc. Ngôi chùa được thành lập lần đầu tiên vào năm 1395, vào buổi bình minh của nhà Triều Tiên; ngôi chùa hiện tại được thành lập vào năm 1910 và ban đầu được gọi là "Gakhwangsa". Tên được đổi thành "Taegosa" trong thời kỳ Nhật cai trị, và sau đó thành tên hiện tại vào năm 1954.
Jogyesa nằm ở Gyeonji-dong, Jongno-gu, ở trung tâm thành phố Seoul. Tượng đài tự nhiên số 9, một cây thông trắng cổ thụ, nằm trong khuôn viên đền. Đền Jogyesa tọa lạc tại một trong những con đường văn hóa nổi tiếng nhất ở Seoul, Insa-dong gần Cung điện Cảnh Phúc Cung.